# Caroline af Ugglas
Caroline Thérese af Ugglas Liljedahl (7 april 1972) is een Zweedse zangeres.
Af Ugglas deed mee aan Melodifestivalen 2007 met het lied "Tror på dig", geschreven door haarzelf, met medewerking van Heinz Liljedahl en Mattias Torell. Op 24 februari 2007 zong ze "Tro på dig" tijdens de halve finale, maar ze werd zesde, niet genoeg voor een finaleplek.
Caroline deed ook mee aan Melodifestivalen 2009. Met het lied Snalla Snalla had ze dit keer meer geluk dan twee jaar daarvoor. Ze wist tweede te worden in de finale. Ook in 2013 waagde Af Ugglas een poging om Zweden te vertegenwoordigen bij het Eurovisiesongfestival.

## Discografie
| Jaar | Singles               | Album               |
| ---- | --------------------- | ------------------- |
| 1997 | Senior & Junior       | Ida Blue            |
| 1997 | Heaven & Earth        | Ida Blue            |
| 1999 | Nothing Left to Say   | Mrs. Boring         |
| 1999 | Egoistic              | Mrs. Boring         |
| 1999 | I Wanna Be Naked      | Mrs. Boring         |
| 2005 | Waltzing              | Twiggs              |
| 2006 | En del av mitt hjärta | Joplin på svenska   |
| 2007 | Tror på dig           | Joplin på svenska   |
| 2009 | Snälla, snälla        | Så gör jag det igen |
| 2009 | Vi blundar            | Så gör jag det igen |

- International Standard Name Identifier: 0000 0003 7198 0459
- MusicBrainz: 78d116b2-0acd-4db0-9776-4fc6d0e994ec
- LIBRIS: 337205
- Virtual International Authority File: 129597865